# Oxycera dives
Oxycera dives és una espècie de dípter braquícer de la família dels estratiòmids pròpia d'Europa.